# Décès en 1060
Décès
- 1056
- 1057
- 1058
- 1059
- 1060
- 1061
- 1062
- 1063
- 1064

Cette page dresse une liste de personnalités mortes au cours de l'année 1060 :

## Jour connu
- 4 août : Henri Ier, roi des Francs.
- 14 novembre : Geoffroy II, dit « Martel », comte d'Anjou.
- 20 décembre : Cynesige, archevêque d'York[1].

## Jour inconnu
- Abbas ibn Shith (en), malik, de la dynastie des Ghorides.
- André Ier, roi de Hongrie.
- Astrid Njalsdotter, reine de Suède.
- Ahimaatz ben Paltiel, poète liturgique juif italien, auteur d'une chronique familiale.
- Berchtold II, comte de Diessen.
- Dharma Pala (en), roi de la dynastie Pala.
- Emund, roi de Suède.
- Everelmus (en), ermite à Bruges.
- Gebhard III, évêque de Ratisbonne.
- Ibrahim Inal (en), seigneur de guerre seldjoukide.
- Ise no Taifu, poétesse et membre de la noblesse japonaise.
- Khatchik II d'Ani, catholicos de l'Église apostolique arménienne.
- Hugues V, seigneur de Lusignan.
- Mathilde de Franconie, fille d'Henri III du Saint-Empire et d'Agnès d'Aquitaine.
- Mei Yaochen, poète chinois de la dynastie Song.
- Mir Geribert (en), noble catalan.
- Pierre Raymond, comte de Carcassonne et de Razès, vicomte de Béziers et d'Agde.
- Pons, comte de Toulouse, d’Albi, d’Agen et du Quercy.
- Igor Yaroslavich (en), fils de Iaroslav le Sage.
- Luc Jidiata, évêque de Novgorod la grande.

## Date incertaine
- 18 janvier 1060 ou 1061 : Duduc, évêque de Wells.

- vers 1060 :
  - Abdallah ibn Al-Aftas, fondateur de la dynastie des Banu Al Aftas.
  - Altun Jan Khatun (en), impératrice de l'empire seldjoukide.
  - Gisèle de Bavière, fille du duc de Bavière Henri le Querelleur, épouse d'Étienne Ier et première reine de Hongrie.
  - Othon Ier, troisième comte en Maurienne, également seigneur du Bugey, d'Aoste et du Chablais.

## Crédit d'auteurs
- Cet article est partiellement ou en totalité issu de l'article intitulé « 1060 » (voir la liste des auteurs).